# 3197 Weissman
3197 Weissman је астероид главног астероидног појаса. Приближан пречник астероида је 21,61 ,
а средња удаљеност астероида од Сунца износи 2,667 астрономских јединица (АЈ).
Инклинација (нагиб) орбите у односу на раван еклиптике је 16,418 степени, а орбитални период износи 1591,030 дана (4,356 године). Ексцентрицитет орбите астероида износи 0,180.
Апсолутна магнитуда астероида износи 11,70 а геометријски албедо 0,079.
Астероид је откривен 1. јануара 1981. године.